# Rua do Carmo
La Rua do Carmo è una via della Baixa di Lisbona.
La via è un'arteria relativamente piccola, ma di grande importanza commerciale grazie alla vicinanza a zone come la Baixa, il Chiado e Bairro Alto. La rua do Carmo ospita sia negozi di marchi internazionali sia altri molto antichi e tradizionali. Dopo l'incendio del Chiado avvenuto nel 1988, la strada attraversò un lungo periodo di declino fino alla apertura di un moderno centro commerciale, che l'ha fatta diventare una delle principali vie dello shopping di Lisbona.